# Шіле Олександр-Петро-Адріан
Олекса́ндр-Петро́-Адріа́н (Олекса́ндр Я́кович) Ші́ле (28 червня (10 липня) 1830 , Санкт-Петербург  — 14 (26) вересня 1897 , Київ ) — російський архітектор німецького походження. Головний архітектор Києва в 1869—1871 роках.

## Біографія
Шіле народився в сім'ї прусського підданого в Санкт-Петербурзі, виховувався у Петропавлівському училищі, згодом навчався в Петербурзькій академії мистецтв (закінчив 1852 року) і за кордоном (Париж, Берлін (Берлінська будівельна академія), Італія). 1855 року повертається у Росію та працює у Петербурзі та Нижньому Новгороді. Впродовж 1869—1871 років — на посаді міського архітектора Києва, у 1880—1889 роках — на посаді архітектора Фундуклеєвської гімназії. Займався викладацькою діяльністю.
Впродовж 1869—1897 років працював у Києві, де уславився багатьма визначними спорудами адміністративного, господарського та житлового призначення. Помер у Києві, похований на Аскольдовій могилі.

## Роботи в Києві
- Перебудова існуючого будинку для Колегії Павла Ґалаґана (1870—1871, вул. Богдана Хмельницького, 11)
- Опорядження інтер'єрів Маріїнського палацу (1870)
- Біржа, згодом Земельний банк, тепер Клуб Кабінету Міністрів України на вул. Інститутській, 7 (1870—1873)
- Музичне училище Російського музичного товариства в Музичному провулку (1874, реставрована по війні, тепер приміщення Національної радіокомпанії України)
- Міська дума на вул. Хрещатик, 18 (1874—1878, не збереглась)
- Реконструкція будинку магістрату на Контрактовій площі, 12 для 3-ї чоловічої гімназії (1876, співавтор В. Прохоров)
- Дві споруди Київського військового округу на вул. Банковій, 11 (1877, у 1930-ті роки перебудовані та увійшли до складу нової будівлі, тепер будівля Офісу Президента України)
- Фонтан на Царській площі (тепер Європейській) (1872, не зберігся),
- Водонапірна башта в Купецькому саду (тепер Хрещатому парку) (1876—1877),
- Царська (1871—1872) і Михайлівська водонапірні башти (1872, не збереглись; Царська башта 2003 року відновлена, тепер приміщення Водно-інформаційного центру).
- Розпочав монументальне будівництво на садибі Ф. Мерінга, спорудивши на місці майбутнього пасажу будинок М. Штифлера і 3-поверхові крила (1875, не збереглися).
- Житловий будинок професора В. Покровського на вул. Прорізній, 18 (1871),
- Житловий будинок на вул. Золотоустівській, 36 (1871, не зберігся),
- Житловий будинок на вул. Прорізній, 13 (1872, не зберігся),
- Житловий будинок на вул. Прорізній, 15 (1873, не зберігся),
- Житловий будинок Г. Лозицького на вул. Софіївській, 20/21 (1873),
- Житловий будинок на вул. Хрещатику, 46 (1873),
- Перебудова будинку Зейделя на Хрещатику, 17 (стара нумерація) (1874, не зберігся),
- Житловий будинок генеральші Д. Павлової на вул. Пушкінській (тепер вул. Євгена Чикаленка), 32 (1875),
- Житловий будинок на вул. Прорізній, 5 (1875, не зберігся),
- Надбудова житлового будинку І. Бродського на розі вул. Володимирської, 48 і Театральної площі (1875, первісна споруда О. Беретті),
- Реконструкція і переробка паркового фасаду особняка барона М. Штенгеля на вул. Ярославів Вал, 3 (1878),
- Житловий будинок інженера М. Добриніна на вул. Прорізній, 9 (1879),
- Житловий будинок на вул. Прорізній, 7 (1880, не зберігся),
- Житловий будинок Ф. Михельсона на вул. Пушкінській (тепер вул. Євгена Чикаленка), 40 (1880),
- Будинок Г. Іллінського / «номери Іллінської», згодом готель «Прага» на вул. Володимирській, 36 (1880—1882),
- Житловий флігель на вул. Бульварно-Кудрявській, 34 (1882, не зберігся),
- Прибутковий будинок Ф. Людвиковського / 5 поверхів на вул. Костельній, 4 (1887),
- Прибутковий будинок Ф. Міхельсона на вул. Володимирській, 47 (1889—1890, співавтор В. Сичугов).

## Зображення

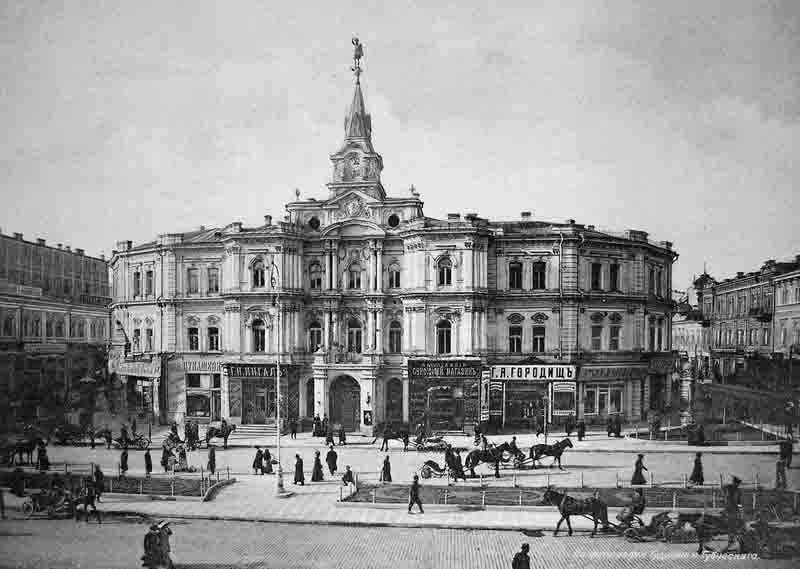
Міська дума (втрачено)
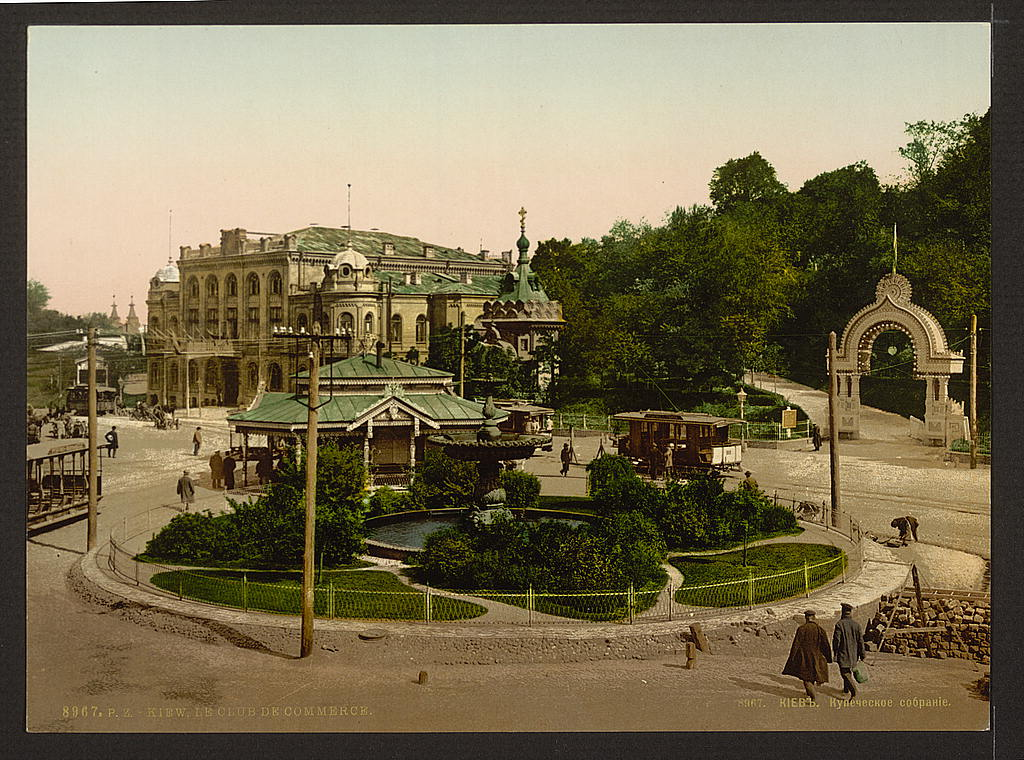
Фонтан на Царській площі (втрачено)
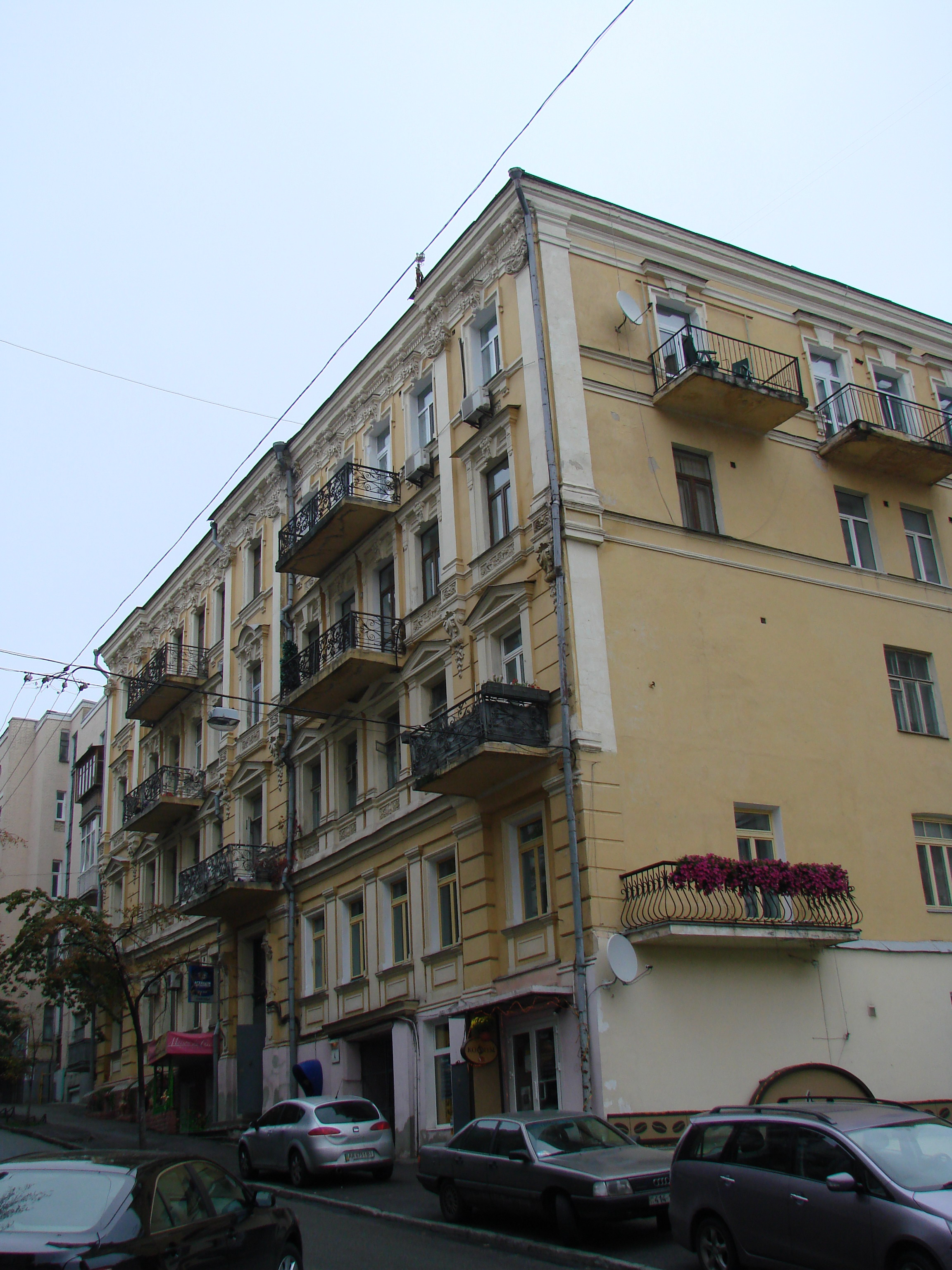
вул. Костьольна, № 4
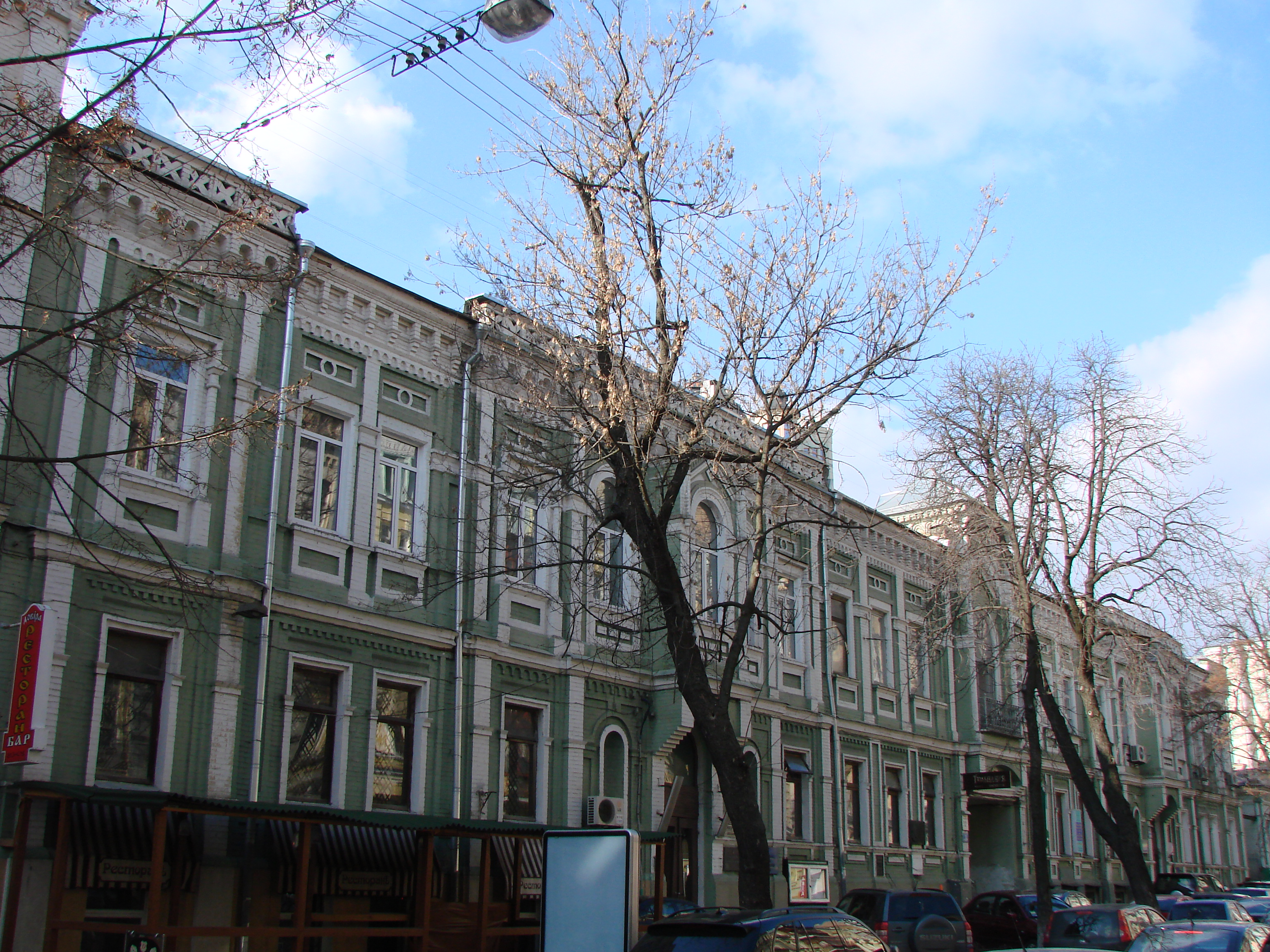
вул. Євгена Чикаленка, № 32
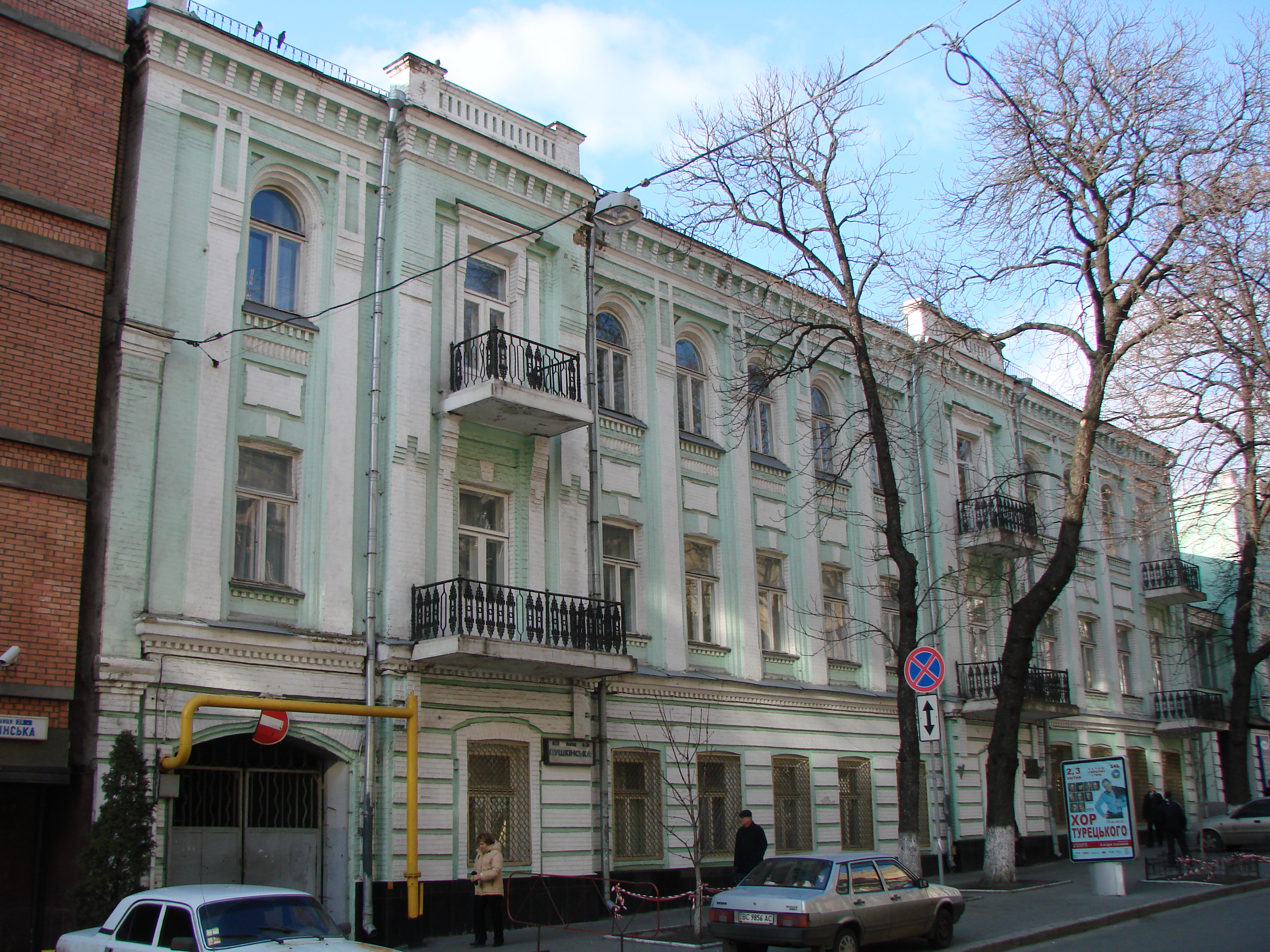
вул. Євгена Чикаленка, № 40